# Ted 2
Ted 2 là một bộ phim hài Mỹ phát hành năm 2015 của biên kịch và đạo diễn Seth MacFarlane. Đây là phần kế tiếp của phim Ted (2012). Phim có sự tham gia của Mark Wahlberg, MacFarlane cùng với Amanda Seyfried, Morgan Freeman.
Ban đầu phim dự kiến công chiếu vào ngày 28 tháng 7 năm 2014 nhưng sau đó được dời sang ngày 26 tháng 6 năm 2015.

## Nội dung
Sau khi John ly dị với cô vợ cũ Lori thì 6 tháng sau, chú gấu bông Ted kết hôn với người yêu của cậu là Tami-Lynn và đó là ngày tuyệt vời nhất của cả hai. Một năm sau, do vấn đề về tiền bạc của đôi vợ chồng, Ted và vợ cậu đã xảy ra cãi nhau và không thèm nhìn mặt nhau vài ngày sau đó. Ngày hôm sau, nhờ ý kiến của cô thu ngân da đen Ellen làm ở quầy đằng sau gợi ý cho Ted rằng cậu và Tami nên có một đứa con. Sau đó, Ted bàn với Tami và cả hai đồng ý, làm lành và lên kế hoạch có con.
Ted cùng John đi tìm người hiến tinh trùng và cả hai tìm đến Sam Jones đầu tiên. Do bị từ chối nên Ted đã nổi giận và phá xe ông ta. Sau đó John giả làm người sửa điều hòa và đến nhà của siêu sao bóng bầu dục(bóng đá Mỹ) Tom Brady và viện cớ rằng hàng xóm của anh than phiền về tiếng ồn của máy điều hòa. John ra phía sau để sửa nhưng thực chất là phá hư cái điều hòa và Tom Brady sẽ phải ngủ mà không mặc quần áo và phải mở cửa ban công ra cho mát. Lợi dụng hai điểm đó, John và Ted bắc thang lên phòng của Tom và Ted kêu John quay tay với anh ta rồi chuồn khỏi đây. John không đồng ý với điều đó vì đây là việc của Ted và bắt Ted làm. Sau đó cả hai bị Tom Brady phát hiện và kế hoạch này cũng không thành công.
Cuối cùng John là người Ted chọn để hiến tinh trùng. Đã có tinh trùng nhưng trong quá khứ của mình, Tami-Lynn đã lạm dụng ma túy và hậu quả là buồng trứng của cô bị hư hại hoàn toàn. Sau đó cả hai viết đơn xin nhận con nuôi thì không được do Ted bị coi là vật sở hữu và không phải là con người. Cả hai đâm đơn kiện với sự giúp đỡ của nữ luật sư trẻ cũng nghiện ma túy như John và Ted tên Samantha Jackson (tên đệm là Leslie và lúc đầu Ted gọi cô là Sam L. Jackson) và vụ kiện đầu tiên đã không thành công. Trong lúc đó, kẻ thù cũ của Ted là Donny hiện đang làm lao công tại công ty hoạt hình Hasbro bàn với giám đốc rằng nếu vụ kiện của Ted không thành công, hắn ta sẽ bắt Ted và xem trong người cậu có thứ gì khiến cậu trở nên kỳ diệu như vậy. Hắn đề nghị công ty sản xuất hàng loạt các gấu bông Ted và hắn muốn một con cho riêng mình. Sau vụ kiện không thành công đó, Ted, John và Samantha lên đường đến văn phòng của luật sư Patrick Meighan tại New York.
Trong khi đang ăn trưa, Ted đòi làm người lái xe thay Samantha. Sau một hồi năn nỉ, cô cho Ted lái xe trong 20 phút nhưng thực chất là lái tới khuya. Do tính lái xe ẩu của mình, cậu làm xe lao xuống vực và làm cho chiếc xe mắc kẹt vào bức tường của một ngôi nhà gỗ. Cả ba phải nghỉ qua đêm ở đó và John và Samantha trở thành một cặp trong đêm hôm đó. Hôm sau cả ba tới New York nhưng bị vị luật sư đó từ chối. Ted nổi giận và đã đi lạc tới một triển lãm phim hoạt hình mà không biết rằng cậu đang bị Donny theo dõi. Sau đó Donny hóa trang thành một trong những nhân vật trong phim Ninja Rùa và đánh Ted ngất xỉu. May mắn là trước đó Ted đã gọi cho John đến cứu.
Lúc John và Samantha đến triển lãm, anh gặp lại Sam Jones và ông ta vẫn nhớ lần John và Ted phá xe mình và sau đó đã xảy ra ẩu đả. Sau khi thoát ra khỏi vụ ẩu đả đó John tìm thấy Ted trong tình trạng bị dán băng keo và suýt bị dao xuyên qua da. John giải cứu cho Ted nhưng sau đó Donny cắt sợi dây nối với đĩa bay ở trên trần để làm nó rơi xuống Ted. Nhưng John đã phát hiện kịp thời và đẩy Ted ra khỏi cái đĩa bay nhưng anh đã bị cái đĩa bay đập trúng. Sau đó Donny bị bắt và John được đưa đi cấp cứu nhưng bác sĩ nói rằng anh không qua khỏi. Khi Ted đang nói những lời từ biệt John thì bỗng nhiên anh tỉnh dậy và hét to vào mặt cậu. Ted, Samantha và Tami-Lynn đều giật mình và Ted đấm túi bụi vào mặt John. Sau đó John và Samantha hôn nhau và vị luật sư da đen đó nói rằng ông sẽ nhận vụ kiện này.
Vụ kiện kết thúc thành công và Ted đã trở thành công dân nước Mỹ. Khi phóng viên hỏi cậu có muốn nói vài lời để chia sẻ sự kiện này thì Ted quay sang Tami và cầu hôn cô một lần nữa. Cuối cùng họ nhận nuôi một bé trai kháu khỉnh và John tặng cho bé một con gấu bông giống y hệt Ted nhưng nhỏ hơn. Bộ phim kết thúc trong cảnh Ted đang thay tã cho em bé nhưng gặp rắc rối và John chụp lại tấm hình đó và đăng lên mạng và cũng không thiếu tiếng cười của đôi bạn thiên lôi.

## Phân vai
- Mark Wahlberg vai John Bennett
- Seth MacFarlane vai Ted (lồng tiếng)
- Amanda Seyfried vai Samantha Leslie "Sam L." Jackson
- Jessica Barth vai Tami-Lynn[7]
- Giovanni Ribisi vai Donny
- Richard Schiff vai chính ông[8]
- Patrick Warburton vai Guy
- Morgan Freeman vai Patrick Meighan[9]
- Michael Dorn vai Rick[10]
- Dennis Haysbert vai bác sĩ[11]
- Liam Neeson vai chính ông[12]
- Curtis Stigers vai ca sĩ trong đám cưới[13]
- Sam J. Jones vai chính ông[13]
- John Slattery vai Shep Wild[14]
- David Hasselhoff vai chính ông[15]
- Tom Brady vai chính anh[16]
- Nana Visitor vai Adoption agent[17]